# The Best of Kiss, Volume 2: The Millennium Collection
The Best of Kiss, Volume 2: The Millennium Collection je kompilační album skupiny Kiss z roku 2004. Album je druhé z trojdílné kolekce Millennium a obsahuje největší hity skupiny z let 1982 až 1989.

## Seznam skladeb
| Základní verze | Základní verze            | Základní verze                          | Základní verze | Základní verze |
| Pořadí         | Název                     | Autor                                   | Hlavní zpěvák  | Délka          |
| -------------- | ------------------------- | --------------------------------------- | -------------- | -------------- |
| 1.             | Creatures Of The Night    | Paul Stanley / Mitchell                 | Stanley        | 4:05           |
| 2.             | I Love It Loud            | Gene Simmons / Vinnie Vincent           | Simmons        | 4:18           |
| 3.             | Lick It Up                | Stanley / Cusano                        | Stanley        | 3:58           |
| 4.             | All Hell's Breakin' Loose | Eric Carr / Stanley / Simmons / Vincent | Stanley        | 4:35           |
| 5.             | Heaven's on Fire          | Stanley / Child                         | Stanley        | 3:23           |
| 6.             | Thrills in the Night      | Stanley / Beauvoir                      | Stanley        | 4:24           |
| 7.             | Tears Are Falling         | Stanley                                 | Stanley        | 3:56           |
| 8.             | Uh! All Night             | Stanley / Child / Beauvoir              | Stanley        | 4:03           |
| 9.             | Crazy Crazy Nights        | Stanley / Mitchell                      | Stanley        | 3:48           |
| 10.            | Reason to Live            | Stanley / Child                         | Stanley        | 4:01           |
| 11.            | Hide Your Heart           | Stanley / Desmond Child / Holly Knight  | Stanley        | 4:25           |
| 12.            | Forever                   | Stanley / Michael Bolton                | Stanley        | 4:49           |
| Celková délka: | Celková délka:            | Celková délka:                          | Celková délka: | 47:45          |

## Obsazení
- Paul Stanley – rytmická kytara, zpěv
- Gene Simmons – basová kytara, zpěv
- Vinnie Vincent – sólová kytara, zpěv (písně 2-4)
- Eric Carr – bicí, zpěv
- Mark St. John – sólová kytara (píseň 6)
- Bruce Kulick – sólová kytara, zpěv (písně 7-12)